# Чужая в посёлке
«Чужая в посёлке» (латыш. Svešiniece ciemā) — советский латвийский художественный фильм-драма 1958 года. Фильм стал дебютом для актёра Гунара Цилинского.

## Сюжет
Рыбак Янис вернулся в посёлок с молодой женой, назначенной директором рыбного завода. Неприветливо, как чужую, встретили Эльзу и в семье мужа, и односельчане.

## В ролях
- Вия Артмане — Эльза
- Гунар Цилинский — Янис
- Карлис Себрис — Кисис
- Алфредс Яунушанс — Стагис
- Эвалдс Валтерс — Суструпс
- Улдис Пуцитис — рыбак
- Бирута Озолиня — Катрина
- Харий Лиепиньш — Цалитис
- Анита Салдума — Анна-Лиза
- Янис Осис — Стагарс
- Инта Тироле — Люция
- Харий Мисиньш — Озолкалнс
- Таливалдис Аболиньш — Бернатс

## Съёмочная группа
- Режиссёр: Ада Неретниеце
- Авторы сценария: Янис Грантс
- Оператор: Зигурдс Витолс
- Художник: Андрис Майлитис
- Композитор: Николай Золотонос